# Samuel J. Randall
Samuel Jackson Randall (10. oktober 1828 i Philadelphia – 13. april 1890 i Washington D.C.) var en amerikansk demokratisk politiker. Han var den 33. talsmand i Repræsentanternes hus 1876-1881.
Randall var medlem af delstatens senat i Pennsylvania 1858-1859 og medlem af Repræsentanternes hus 1863-1890. Talsmanden Michael C. Kerr døde i 1876 og Randall blev valgt til talsmand. Han var talsmand frem til 1881, da republikanerne fik majoritet og han blev efterfulgt af J. Warren Keifer.
Randalls grav findes på Laurel Hill Cemetery i Philadelphia.

## Eksterne links
- Biographical Directory of the United States Congress